# 少女杯
少女杯 一种银杯，状如穿展开裙子的少女（倒置时成一巨大的杯子），托着高出其头部带轴的碗。这种造型显然起源于16世纪后期的德国，但自17世纪以来只留少数样品。少女杯用于婚宴，新郎先从裙状杯饮敬酒，然后把少女像摆正，并不使盛于轴上碗中让新娘引用的酒洒出来。